# Sender Geitelde
Der Sender Geitelde war eine Sendeanlage des Norddeutschen Rundfunks für UKW und MW in Braunschweig-Geitelde.

## Über die Sendeanlage
Der Sender Geitelde wurde 1950 errichtet und verwendete als Sendeantenne für Mittelwelle einen 106 m hohen, selbststrahlenden Stahlrohrmast, welcher später zusätzlich mit den UKW-Sendeantennen auf der Spitze erweitert wurde.

## Geschichte
Der Sender Geitelde wurde am 9. Februar 1951 von Adolf Grimme, ehemaliger Generaldirektor des Nordwestdeutschen Rundfunk, offiziell eingeweiht. 1969 wurde der auf der Frequenz 520 kHz mit 2 Kilowatt Sendeleistung betriebene Mittelwellensender abgeschaltet und 1974 der UKW-Sender zum Torfhaus verlegt. Der funktionslose Sendemast wurde 1977 durch Kappen der Halteseile zu Fall gebracht und anschließend zerlegt. Einzig die Namen der Straße und des Baugebiets „Am Sender“ erinnern noch immer an dieses Kapitel regionaler Radiogeschichte.